# Boturce, Haskovo
Boturce (în bulgară Ботурче) este un sat în comuna Ivailovgrad, regiunea Haskovo,  Bulgaria. 

## Demografie
Componența etnică a satului Boturce
     Bulgari (62,5%)
     Nicio identificare (37,5%)
     Altele (0%)
La recensământul din 2011, populația satului Boturce era de 8 locuitori. Din punct de vedere etnic, majoritatea locuitorilor (62,5%) erau bulgari. Pentru 37,5% din locuitori nu este cunoscută apartenența etnică.